# George Foreman
George Foreman (n. 10 ianuarie 1949, Marshall, Texas, SUA – d. 21 martie 2025, Houston, Texas, SUA) a fost un boxer profesionist american la categoria grea care a concurat între 1969 și 1977 și 1987-1997, fost campion mondial, care în anul 1974 a fost detronat de celebrul Muhammad Ali.
George Foreman a câștigat medalia de aur la box, categoria grea, la Olimpiada din 1968, de la Mexico City.
După o copilărie tulburată, Foreman a preluat boxul amator și a câștigat o medalie de aur în divizia grea la Jocurile Olimpice de Vară din 1968. După ce a devenit profesionist în anul următor, a câștigat titlul mondial de greutate cu un knock-out în a doua rundă cu Joe Frazier, învingându-l în 1973. A apărat titlul de două ori înainte de prima înfrângere profesionistă a lui Foreman cu Muhammad Ali în „The Rumble in the Jungle” în 1974. Nu a reușit să obțină încă o oportunitate de titlu, Foreman s-a retras după o înfrângere cu Jimmy Young în 1977.
După ce a făcut referire la el ca la o epifanie, Foreman a devenit ministru creștin hirotonit. Zece ani mai târziu, a anunțat o revenire și, în 1994, la vârsta de 45 de ani, a recăpătat o parte din campionatul greu, învingându-l pe Michael Moorer, de 27 de ani, pentru a câștiga titlurile unificate WBA, IBF și liniar. Foreman rămâne cel mai bătrân campion mondial din istorie, și cel de-al doilea cel mai bătrân din orice clasă de greutate după Bernard Hopkins (la greutatea ușoară). S-a retras în 1997 la vârsta de 48 de ani, înregistrând 76 victorii (68 knockouts) și 5 înfrângeri.
Foreman a fost introdus în World Boxing Hall of Fame și International Boxing Hall of Fame. International Boxing Research Organization l-a clasat pe Foreman ca al optulea dintre cei mai mari boxeri de categorie grea din toate timpurile. În 2002, a fost numit unul dintre cei 25 de luptători cei mai buni din ultimii 80 de ani de către revista The Ring. The Ring la clasat pe locul al nouălea ca cel mai mare boxer al tuturor timpurilor.

## Rezultate în boxul profesionist
| Nmr. | Rez.       | Rezultat general | Adversar             | Tip | Runda, timp   | Data               | Vârstă           | Locație                                                                    | Note                                                        |
| ---- | ---------- | ---------------- | -------------------- | --- | ------------- | ------------------ | ---------------- | -------------------------------------------------------------------------- | ----------------------------------------------------------- |
| 81   | Înfrângere | 76–5             | Shannon Briggs       | MD  | 12            | 22 noiembrie 1997  | 48 ani, 316 zile | Etess Arena, Atlantic City, New Jersey, U.S.                               | Pierde lineal heavyweight                                   |
| 80   | Victorie   | 76–4             | Lou Savarese         | SD  | 12            | 26 aprilie 1997    | 48 ani, 106 zile | Convention Hall, Atlantic City, New Jersey, U.S.                           | Păstrează WBU & lineal heavyweight                          |
| 79   | Victorie   | 75–4             | Crawford Grimsley    | UD  | 12            | 3 noiembrie 1996   | 47 ani, 298 zile | NK Hall, Urayasu, Japonia                                                  | Păstrează WBU & lineal heavyweight; Câștigă IBA heavyweight |
| 78   | Victorie   | 74–4             | Axel Schulz          | MD  | 12            | 22 aprilie 1995    | 46 ani, 102 zile | MGM Grand Garden Arena, Paradise, Nevada, U.S.                             | Păstrează IBF & lineal heavyweight; Câștigă WBU heavyweight |
| 77   | Victorie   | 73–4             | Michael Moorer       | KO  | 10 (12), 2:03 | 4 noiembrie 1994   | 45 ani, 299 zile | MGM Grand Garden Arena, Paradise, Nevada, U.S.                             | Câștigă WBA, IBF, & lineal heavyweight                      |
| 76   | Înfrângere | 72–4             | Tommy Morrison       | UD  | 12            | Jun 7, 1993        | 44 ani, 148 zile | Thomas & Mack Center, Paradise, Nevada, U.S.                               | Pentru WBO heavyweight                                      |
| 75   | Victorie   | 72–3             | Pierre Coetzer       | TKO | 8 (10), 1:48  | 16 ianuarie 1993   | 44 ani, 6 zile   | Convention Center, Reno, Nevada, U.S.                                      |                                                             |
| 74   | Victorie   | 71–3             | Alex Stewart         | MD  | 10            | 11 aprilie 1992    | 43 ani, 92 zile  | Thomas & Mack Center, Paradise, Nevada, U.S.                               |                                                             |
| 73   | Victorie   | 70–3             | Jimmy Ellis          | TKO | 3 (10), 1:36  | 7 decembrie 1991   | 42 ani, 331 zile | Convention Center, Reno, Nevada, U.S.                                      |                                                             |
| 72   | Înfrângere | 69–3             | Evander Holyfield    | UD  | 12            | 19 aprilie 1991    | 42 ani, 99 zile  | Convention Hall, Atlantic City, New Jersey, U.S.                           | Pentru WBA, WBC, IBF, & lineal heavyweight                  |
| 71   | Victorie   | 69–2             | Terry Anderson       | KO  | 1 (10), 2:59  | 25 septembrie 1990 | 41 ani, 258 zile | London Arena, Londra, Anglia                                               |                                                             |
| 70   | Victorie   | 68–2             | Ken Lakusta          | KO  | 3 (10), 1:24  | 31 iulie 1990      | 41 ani, 202 zile | Northlands AgriCom, Edmonton, Alberta, Canada                              |                                                             |
| 69   | Victorie   | 67–2             | Adilson Rodrigues    | KO  | 2 (10), 2:39  | 16 iunie 1990      | 41 ani, 157 zile | Caesars Palace, Paradise, Nevada, U.S.                                     |                                                             |
| 68   | Victorie   | 66–2             | Mike Jameson         | TKO | 4 (10), 2:16  | 17 aprilie 1990    | 41 ani, 97 zile  | Caesars Tahoe, Stateline, Nevada, U.S.                                     |                                                             |
| 67   | Victorie   | 65–2             | Gerry Cooney         | KO  | 2 (10), 1:57  | 15 ianuarie 1990   | 41 ani, 5 zile   | Convention Hall, Atlantic City, New Jersey, U.S.                           |                                                             |
| 66   | Victorie   | 64–2             | Everett Martin       | UD  | 10            | 20 iulie 1989      | 40 ani, 191 zile | Convention Center, Tucson, Arizona, U.S.                                   |                                                             |
| 65   | Victorie   | 63–2             | Bert Cooper          | RTD | 2 (10), 3:00  | 1 iunie 1989       | 40 ani, 142 zile | Pride Pavilion, Phoenix, Arizona, U.S.                                     |                                                             |
| 64   | Victorie   | 62–2             | J. B. Williamson     | TKO | 5 (10), 1:37  | 30 aprilie 1989    | 40 ani, 110 zile | Moody Gardens Hotel Spa, Galveston, Texas, U.S.                            |                                                             |
| 63   | Victorie   | 61–2             | Manoel De Almeida    | TKO | 3 (10), 2:14  | 16 februarie 1989  | 40 ani, 37 zile  | Atlantis Theater, Orlando, Florida, U.S.                                   |                                                             |
| 62   | Victorie   | 60–2             | Mark Young           | TKO | 7 (10), 1:47  | 26 ianuarie 1989   | 40 ani, 16 zile  | Community War Memorial, Rochester, New York, U.S.                          |                                                             |
| 61   | Victorie   | 59–2             | David Jaco           | TKO | 1 (10), 2:03  | 28 decembrie 1988  | 39 ani, 353 zile | Casa Royal Banquet Hall, Bakersfield, California, U.S.                     |                                                             |
| 60   | Victorie   | 58–2             | Tony Fulilangi       | TKO | 2 (10), 2:26  | 27 octombrie 1988  | 39 ani, 291 zile | Civic Center, Marshall, Texas, U.S.                                        |                                                             |
| 59   | Victorie   | 57–2             | Bobby Hitz           | TKO | 1 (10), 2:59  | 10 septembrie 1988 | 39 ani, 244 zile | The Palace, Auburn Hills, Michigan, U.S.                                   |                                                             |
| 58   | Victorie   | 56–2             | Ladislao Mijangos    | TKO | 2 (10), 2:42  | 25 august 1988     | 39 ani, 228 zile | Lee County Civic Center, Fort Myers, Florida, U.S.                         |                                                             |
| 57   | Victorie   | 55–2             | Carlos Hernández     | TKO | 4 (10), 1:36  | 26 iunie 1988      | 39 ani, 168 zile | Tropworld Casino and Entertainment Resort, Atlantic City, New Jersey, U.S. |                                                             |
| 56   | Victorie   | 54–2             | Frank Lux            | TKO | 3 (10), 2:07  | 21 mai 1988        | 39 ani, 132 zile | Sullivan Arena, Anchorage, Alaska, U.S.                                    |                                                             |
| 55   | Victorie   | 53–2             | Dwight Muhammad Qawi | TKO | 7 (10), 1:51  | 19 martie 1988     | 39 ani, 69 zile  | Caesars Palace, Paradise, Nevada, U.S.                                     |                                                             |
| 54   | Victorie   | 52–2             | Guido Trane          | TKO | 5 (10), 2:39  | 5 februarie 1988   | 39 ani, 26 zile  | Caesars Palace, Paradise, Nevada, U.S.                                     |                                                             |
| 53   | Victorie   | 51–2             | Tom Trimm            | KO  | 1 (10), 0:45  | 23 ianuarie 1988   | 39 ani, 13 zile  | Sheraton Twin Towers, Orlando, Florida, U.S.                               |                                                             |
| 52   | Victorie   | 50–2             | Rocky Sekorski       | TKO | 3 (10), 2:48  | 18 decembrie 1987  | 38 ani, 342 zile | Bally's Las Vegas, Paradise, Nevada, U.S.                                  |                                                             |
| 51   | Victorie   | 49–2             | Tim Anderson         | TKO | 4 (10), 2:23  | 21 noiembrie 1987  | 38 ani, 315 zile | Eddie Graham Sports Complex, Orlando, Florida, U.S.                        |                                                             |
| 50   | Victorie   | 48–2             | Bobby Crabtree       | TKO | 6 (10)        | 15 septembrie 1987 | 38 ani, 248 zile | The Hitchin' Post, Springfield, Missouri, U.S.                             |                                                             |
| 49   | Victorie   | 47–2             | Charles Hostetter    | KO  | 3 (10), 2:01  | 9 iulie 1987       | 38 ani, 180 zile | County Coliseum, Oakland, California, U.S.                                 |                                                             |
| 48   | Victorie   | 46–2             | Steve Zouski         | TKO | 4 (10), 2:47  | 9 martie 1987      | 38 ani, 58 zile  | ARCO Arena, Sacramento, California, U.S.                                   |                                                             |
| 47   | Înfrângere | 45–2             | Jimmy Young          | UD  | 12            | 17 martie 1977     | 28 ani, 66 zile  | Roberto Clemente Coliseum, San Juan, Puerto Rico                           |                                                             |
| 46   | Victorie   | 45–1             | Pedro Agosto         | TKO | 4 (10), 2:34  | 22 ianuarie 1977   | 28 ani, 12 zile  | Civic Center, Pensacola, Florida, U.S.                                     |                                                             |
| 45   | Victorie   | 44–1             | John Dino Denis      | TKO | 4 (10), 2:25  | 15 octombrie 1976  | 27 ani, 279 zile | Sportatorium, Hollywood, Florida, U.S.                                     |                                                             |
| 44   | Victorie   | 43–1             | Scott LeDoux         | TKO | 3 (10), 2:58  | 14 august 1976     | 27 ani, 217 zile | Memorial Auditorium, Utica, New York, U.S.                                 |                                                             |
| 43   | Victorie   | 42–1             | Joe Frazier          | TKO | 5 (12), 2:26  | 15 iunie 1976      | 27 ani, 157 zile | Nassau Veterans Memorial Coliseum, Hempstead, New York, U.S.               | Păstrează NABF heavyweight                                  |
| 42   | Victorie   | 41–1             | Ron Lyle             | KO  | 5 (12), 2:28  | 24 ianuarie 1976   | 27 ani, 14 zile  | Caesars Palace, Paradise, Nevada, U.S.                                     | Câștigă NABF heavyweight                                    |
| 41   | Înfrângere | 40–1             | Muhammad Ali         | KO  | 8 (15), 2:58  | 30 octombrie 1974  | 25 ani, 293 zile | Stade du 20 Mai, Kinshasa, Zaire                                           | Pierde WBA, WBC, The Ring, & lineal heavyweight             |
| 40   | Victorie   | 40–0             | Ken Norton           | TKO | 2 (15), 2:00  | 26 martie 1974     | 25 ani, 75 zile  | Poliedro, Caracas, Venezuela                                               | Păstrează WBA, WBC, The Ring, & lineal heavyweight          |
| 39   | Victorie   | 39–0             | José Roman           | KO  | 1 (15), 2:00  | 1 septembrie 1973  | 24 ani, 234 zile | Nippon Budokan, Tokyo, Japan                                               | Păstrează WBA, WBC, The Ring, & lineal heavyweight          |
| 38   | Victorie   | 38–0             | Joe Frazier          | TKO | 2 (15), 2:26  | 22 ianuarie 1973   | 24 ani, 12 zile  | National Stadium, Kingston, Jamaica                                        | Câștigă WBA, WBC, The Ring, & lineal heavyweight            |
| 37   | Victorie   | 37–0             | Terry Sorrell        | KO  | 2 (10), 1:05  | 12 octombrie 1972  | 23 ani, 274 zile | Salt Palace, Salt Lake City, Utah, U.S.                                    |                                                             |
| 36   | Victorie   | 36–0             | Miguel Angel Paez    | KO  | 2 (10), 2:29  | 11 mai 1972        | 23 ani, 122 zile | County Coliseum Arena, Oakland, California, U.S.                           | Câștigă Pan American heavyweight                            |
| 35   | Victorie   | 35–0             | Ted Gullick          | KO  | 2 (10), 2:28  | 10 aprilie 1972    | 23 ani, 91 zile  | The Forum, Inglewood, California, U.S.                                     |                                                             |
| 34   | Victorie   | 34–0             | Clarence Boone       | KO  | 2 (10), 2:55  | 7 martie 1972      | 23 ani, 57 zile  | Civic Center, Beaumont, Texas, U.S.                                        |                                                             |
| 33   | Victorie   | 33–0             | Joe Murphy Goodwin   | KO  | 2 (10)        | 29 februarie 1972  | 23 ani, 50 zile  | Municipal Auditorium, Austin, Texas, U.S.                                  |                                                             |
| 32   | Victorie   | 32–0             | Luis Faustino Pires  | RTD | 4 (10), 3:00  | 29 octombrie 1971  | 22 ani, 292 zile | Madison Square Garden, New York City, New York, U.S.                       |                                                             |
| 31   | Victorie   | 31–0             | Ollie Wilson         | KO  | 2 (10), 2:35  | 7 octombrie 1971   | 22 ani, 270 zile | Municipal Auditorium, San Antonio, Texas, U.S.                             |                                                             |
| 30   | Victorie   | 30–0             | Leroy Caldwell       | KO  | 2 (10), 1:54  | 21 septembrie 1971 | 22 ani, 254 zile | Beaumont, Texas, U.S.                                                      |                                                             |
| 29   | Victorie   | 29–0             | Vic Scott            | KO  | 1 (10)        | 14 septembrie 1971 | 22 ani, 247 zile | County Coliseum, El Paso, Texas, U.S.                                      |                                                             |
| 28   | Victorie   | 28–0             | Gregorio Peralta     | TKO | 10 (15), 2:52 | 10 mai 1971        | 22 ani, 120 zile | County Coliseum Arena, Oakland, California, U.S.                           | Câștigă NABF heavyweight                                    |
| 27   | Victorie   | 27–0             | Stamford Harris      | KO  | 2 (10), 2:58  | 3 aprilie 1971     | 22 ani, 83 zile  | Playboy Club, Lake Geneva, Wisconsin, U.S.                                 |                                                             |
| 26   | Victorie   | 26–0             | Charlie Boston       | KO  | 1 (10), 2:01  | 8 februarie 1971   | 22 ani, 29 zile  | St. Paul Auditorium, Saint Paul, Minnesota, U.S.                           |                                                             |
| 25   | Victorie   | 25–0             | Mel Turnbow          | TKO | 1 (10), 2:58  | 18 decembrie 1970  | 21 ani, 342 zile | Center Arena, Seattle, Washington, U.S.                                    |                                                             |
| 24   | Victorie   | 24–0             | Boone Kirkman        | TKO | 2 (10), 0:41  | 18 noiembrie 1970  | 21 ani, 312 zile | Madison Square Garden, New York City, New York, U.S.                       |                                                             |
| 23   | Victorie   | 23–0             | Lou Bailey           | TKO | 3 (10), 1:50  | 3 noiembrie 1970   | 21 ani, 297 zile | State Fairgrounds International Building, Oklahoma City, Oklahoma, U.S.    |                                                             |
| 22   | Victorie   | 22–0             | George Chuvalo       | TKO | 3 (10), 1:41  | 4 august 1970      | 21 ani, 206 zile | Madison Square Garden, New York City, New York, U.S.                       |                                                             |
| 21   | Victorie   | 21–0             | Roger Russell        | KO  | 1 (10), 2:29  | 20 iulie 1970      | 21 ani, 191 zile | Spectrum, Philadelphia, Pennsylvania, U.S.                                 |                                                             |
| 20   | Victorie   | 20–0             | George Johnson       | TKO | 7 (10), 1:41  | 16 mai 1970        | 21 ani, 126 zile | The Forum, Inglewood, California, U.S.                                     |                                                             |
| 19   | Victorie   | 19–0             | Aaron Eastling       | TKO | 4 (10), 2:24  | 29 aprilie 1970    | 21 ani, 109 zile | Cleveland Arena, Cleveland, Ohio, U.S.                                     |                                                             |
| 18   | Victorie   | 18–0             | James J. Woody       | TKO | 3 (10), 0:37  | 17 aprilie 1970    | 21 ani, 97 zile  | Felt Forum, New York City, New York, U.S.                                  |                                                             |
| 17   | Victorie   | 17–0             | Rufus Brassell       | TKO | 1 (10), 2:42  | 31 martie 1970     | 21 ani, 80 zile  | Sam Houston Coliseum, Houston, Texas, U.S.                                 |                                                             |
| 16   | Victorie   | 16–0             | Gregorio Peralta     | UD  | 10            | 16 februarie 1970  | 21 ani, 37 zile  | Madison Square Garden, New York City, New York, U.S.                       |                                                             |
| 15   | Victorie   | 15–0             | Jack O'Halloran      | KO  | 5 (10), 1:10  | 26 ianuarie 1970   | 21 ani, 16 zile  | Madison Square Garden, New York City, New York, U.S.                       |                                                             |
| 14   | Victorie   | 14–0             | Charley Polite       | KO  | 4 (10), 0:44  | 6 ianuarie 1970    | 20 ani, 361 zile | Sam Houston Coliseum, Houston, Texas, U.S.                                 |                                                             |
| 13   | Victorie   | 13–0             | Gary Hobo Wiler      | TKO | 1 (10)        | 18 decembrie 1969  | 20 ani, 342 zile | Seattle Center Coliseum, Seattle, Washington, U.S.                         |                                                             |
| 12   | Victorie   | 12–0             | Levi Forte           | UD  | 10            | 16 decembrie 1969  | 20 ani, 340 zile | Auditorium, Miami Beach, Florida, U.S.                                     |                                                             |
| 11   | Victorie   | 11–0             | Bob Hazelton         | TKO | 1 (6), 1:22   | 6 decembrie 1969   | 20 ani, 330 zile | International Hotel, Winchester, Nevada, U.S.                              |                                                             |
| 10   | Victorie   | 10–0             | Max Martinez         | KO  | 2 (10), 2:35  | 18 noiembrie 1969  | 20 ani, 312 zile | Sam Houston Coliseum, Houston, Texas, U.S.                                 |                                                             |
| 9    | Victorie   | 9–0              | Leo Peterson         | KO  | 4 (8), 1:00   | 5 noiembrie 1969   | 20 ani, 299 zile | Scranton, Pennsylvania, U.S.                                               |                                                             |
| 8    | Victorie   | 8–0              | Roberto Davila       | UD  | 8             | 31 octombrie 1969  | 20 ani, 294 zile | Madison Square Garden, New York City, New York, U.S.                       |                                                             |
| 7    | Victorie   | 7–0              | Vernon Clay          | TKO | 2 (6), 0:32   | 7 octombrie 1969   | 20 ani, 270 zile | Sam Houston Coliseum, Houston, Texas, U.S.                                 |                                                             |
| 6    | Victorie   | 6–0              | Roy Wallace          | KO  | 2 (6), 0:19   | 23 septembrie 1969 | 20 ani, 256 zile | Sam Houston Coliseum, Houston, Texas, U.S.                                 |                                                             |
| 5    | Victorie   | 5–0              | Johnny Carroll       | KO  | 1 (6), 2:19   | 18 septembrie 1969 | 20 ani, 251 zile | Center Coliseum, Seattle, Washington, U.S.                                 |                                                             |
| 4    | Victorie   | 4–0              | Chuck Wepner         | TKO | 3 (10), 0:54  | 18 august 1969     | 20 ani, 220 zile | Madison Square Garden, New York City, New York, U.S.                       |                                                             |
| 3    | Victorie   | 3–0              | Sylvester Dullaire   | TKO | 1 (6), 2:59   | 14 iulie 1969      | 20 ani, 185 zile | Rosecroft Raceway, Oxon Hill, Maryland, U.S.                               |                                                             |
| 2    | Victorie   | 2–0              | Fred Askew           | KO  | 1 (6), 2:30   | 1 iulie 1969       | 20 ani, 172 zile | Sam Houston Coliseum, Houston, Texas, U.S.                                 |                                                             |
| 1    | Victorie   | 1–0              | Don Waldhelm         | TKO | 3 (6), 1:54   | 23 iunie 1969      | 20 ani, 164 zile | Madison Square Garden, New York City, New York, U.S.                       | Professional debut                                          |